# Marie-Claude Marchand
Pour les articles homonymes, voir Marchand.
Marie-Claude Marchand, née le 22 juillet 1954, est une femme politique française. Elle est députée du Nord de 2011 à 2012.

## Biographie

### Origines et profession
Fille d’un militant de la CGT d’Usinor et conseiller municipal communiste, elle est cadre à la Sécurité sociale.

### Parcours politique
Membre du Parti socialiste, elle est élue conseillère municipale d’Aulnoy-lez-Valenciennes en 2001.
Suppléante de Patrick Roy lors des élections législatives de 2007 dans la 19e circonscription du Nord, elle devient députée le 4 mai 2011, après le décès de celui-ci. Pour respecter la loi sur le cumul des mandats, elle démissionne de son mandat d’adjointe au maire d’Aulnoy-lez-Valenciennes. 
Après avoir annoncé son soutien à la candidate officielle du PS, Anne-Lise Dufour-Tonini, pour les élections législatives de 2012, elle se déclare finalement candidate le 15 mai, trois jours avant la date limite de réception des candidatures. Elle est éliminée dès le premier tour avec 2,55 % des suffrages ; Anne-Lise Dufour-Tonini est élue députée au second tour.
En août 2012, elle annonce qu’elle rejoint le groupe communiste au conseil régional du Nord-Pas-de-Calais pour marquer son opposition au soutien du PS au pacte budgétaire européen.

### Vie privée
Divorcée, elle a deux enfants (Odile et Maxime), qui sont éducateurs, et trois petits-enfants.